# Maizy
Maizy é uma comuna francesa na região administrativa de Altos da França, no departamento de Aisne. Estende-se por uma área de 7,09 km². Em 2010 a comuna tinha 411 habitantes (densidade: 58 hab./km²).